# Lijst van rijksmonumenten in Winssen
De plaats Winssen telt 15 inschrijvingen in het rijksmonumentenregister. Hieronder een overzicht.
| Object | Oorspronkelijke functie?  | Bouwjaar                           | Architect | Locatie                          | Coördinaten?                  | Nr.?   | Afbeelding        |
| --- | ------------------------- | ---------------------------------- | --------- | -------------------------------- | ----------------------------- | ------ | ----------------- |
| Terrein waarin overblijfselen van een nederzetting                                                                                                   | Archeologisch monument    | Romeinse tijd                      |           |                                  | 51° 52' 5" NB, 5° 42' 29" OL  | 45296  | Upload foto       |
| Terrein waarin overblijfselen van een nederzetting                                                                                                   | Archeologisch monument    | Romeinse tijd                      |           |                                  | 51° 51' 46" NB, 5° 42' 47" OL | 45297  | Upload foto       |
| Bouwlust | Boerderij                 | 1849                               |           | Poelsestraat 2                   | 51° 52' 26" NB, 5° 43' 8" OL  | 523161 | Bouwlust          |
| Schuur | Boerderij                 | 1866                               |           | Poelsestraat 2                   | 51° 52' 26" NB, 5° 43' 8" OL  | 523162 | Schuur            |
| Schuur | Boerderij                 | 1849                               |           | Poelsestraat 3                   | 51° 52' 25" NB, 5° 43' 8" OL  | 523164 | Meer afbeeldingen |
| Dijkmagazijn | Opslag                    | 1900-1910                          |           | Dijk 27                          | 51° 52' 59" NB, 5° 42' 51" OL | 523175 | Dijkmagazijn      |
| Sint-Antonius van Paduakerk (Winssen) | Kerk en kerkonderdeel     | 1938                               |           | Notaris Stephanus Roesstraat 37A | 51° 52' 59" NB, 5° 42' 26" OL | 523176 | Meer afbeeldingen |
| Kerktoren van de middeleeuwse parochiekerk | Kerk en kerkonderdeel     | 15e eeuw                           |           | Dijk 39                          | 51° 53' 3" NB, 5° 42' 24" OL  | 9555   | Meer afbeeldingen |
| Boerderij, gedateerd op een geschilderde zonnewijzer. Rieten wolfdak; voorgevel met vlechtingen en vensters met zesruitsschuiframen, waarvoor luiken | Boerderij                 | 1798                               |           | Dijk 41                          | 51° 53' 7" NB, 5° 42' 22" OL  | 9556   | Meer afbeeldingen |
| Bloemenstein | Boerderij                 | midden 19e eeuw                    |           | Van Heemstraweg 37               | 51° 52' 26" NB, 5° 43' 24" OL | 9557   | Meer afbeeldingen |
| Boerderij van het streekeigen T-huistype | Boerderij                 | midden 19e eeuw                    |           | Van Heemstraweg 71               | 51° 52' 36" NB, 5° 42' 14" OL | 9558   | Meer afbeeldingen |
| Boerderij met dwarshuis. Met riet gedekt | Boerderij                 | tweede helft 19e eeuw              |           | Leegstraat 14                    | 51° 52' 43" NB, 5° 42' 14" OL | 9559   | Meer afbeeldingen |
| Gepleisterde boerderij | Boerderij                 | 169x                               |           | Leegstraat 41                    | 51° 52' 23" NB, 5° 41' 58" OL | 9560   | Meer afbeeldingen |
| Beatrixmolen | Industrie- en poldermolen | 1848 / 1988 (1791 als poldermolen) |           | Molenstraat 7                    | 51° 52' 55" NB, 5° 41' 50" OL | 9561   | Meer afbeeldingen |
| Herenhuis met verdieping en schilddak | Woonhuis                  | tweede kwart 19e eeuw              |           | Notaris Stephanus Roesstraat 31  | 51° 52' 56" NB, 5° 42' 33" OL | 9562   | Meer afbeeldingen |